# 福岡市立香椎第3中学校
福岡市立香椎第３中学校（ふくおかしりつかしいだいさんちゅうがっこう）は、福岡県福岡市東区にある公立中学校。略称は「3中（さんちゅう）」または「香椎第3中（かしいだいさんちゅう）」、「第3中（だいさんちゅう）」。

## 沿革
- 1983年
  - 4月1日 - 福岡市立香椎第2中学校より分離、設立される。
  - 5月 - 校歌制定。
  - 6月 - プール完成。
  - 7月 - 校旗完成。
  - 11月 - 開校記念式典が行われる。
- 1986年3月 - 柔剣道場完成。
- 1989年2月 - 本館前グリーンベルト・玄関前ロータリー着工。
- 1991年9月 - 運動場拡張工事完了。
- 2001年2月 - 裏門完成。
- 2008年4月 - 特別支援学級を開設。
- 2017年10月 - 体育館改修工事完了。

## 年間行事
- 5月末または6月初旬 体育大会
- 10月
  - 1年生自然教室
  - 合唱コンクール
- 12月  2年生修学旅行

## 生徒会活動
生徒全員を生徒総会として各委員会
学級委員長会、保体委員会、図書委員会、広報委員会、美化委員会、学習委員会、厚生委員会、生活委員会
生徒会として、生徒会長、副生徒会長、書記、学級委員長会を除く各委員会の委員長
※年に1度生徒会選挙が行われ立候補者はスピーチ演説をする。その後全校生徒が投票
※副生徒会長、書記は次2年、次3年の各一名ずつで計2人
※生徒会選挙開催時には各クラスから1人ずつ選挙管理委員を選出

## 部活動
- 運動系部活動
  - 男子バレー部
  - 女子バレー部
  - 男子バスケット部
  - 女子バスケット部
  - 男子卓球部
  - 野球部
  - サッカー部
  - 陸上競技部
  - 女子ソフトテニス部
  - 剣道部
- 文化系部活動
  - 吹奏楽部
  - 放送部
  - 美術部
  - 外国語クラブ
  - 囲碁クラブ
  - 韓国語クラブ

## 交通
北西方向から国道3号が東西に走っている。最寄りの鉄道駅はJR九州鹿児島本線香椎駅である。
また、バイパスが開通したことによりアクセスがよくなった。

## 学校周辺
- 香椎宮
- 長谷ダム
- 東福岡学園自由ケ丘幼稚園
- 福岡県立香椎工業高等学校
- 九州産業大学付属九州高等学校
- 福岡県立香椎高等学校
- 福岡市立香椎下原小学校
- 福岡市立香椎東小学校

## 主な卒業生
- 中村兼三 - 柔道家（アトランタオリンピック71kg級優勝）
- 吉川光夫 - プロ野球選手（北海道日本ハムファイターズほか、2012年パ・リーグMVP）
- 辰見鴻之介 - プロ野球選手（東北楽天ゴールデンイーグルス）
- 池田エライザ - 女優、歌手 、モデル、タレント
- 許斐亮太郎 - 衆議院議員